# Moszczanka-Kolonia
Moszczanka-Kolonia is een dorp in de Poolse woiwodschap Opole. De plaats maakt deel uit van de gemeente Prudnik en telt 90 inwoners.

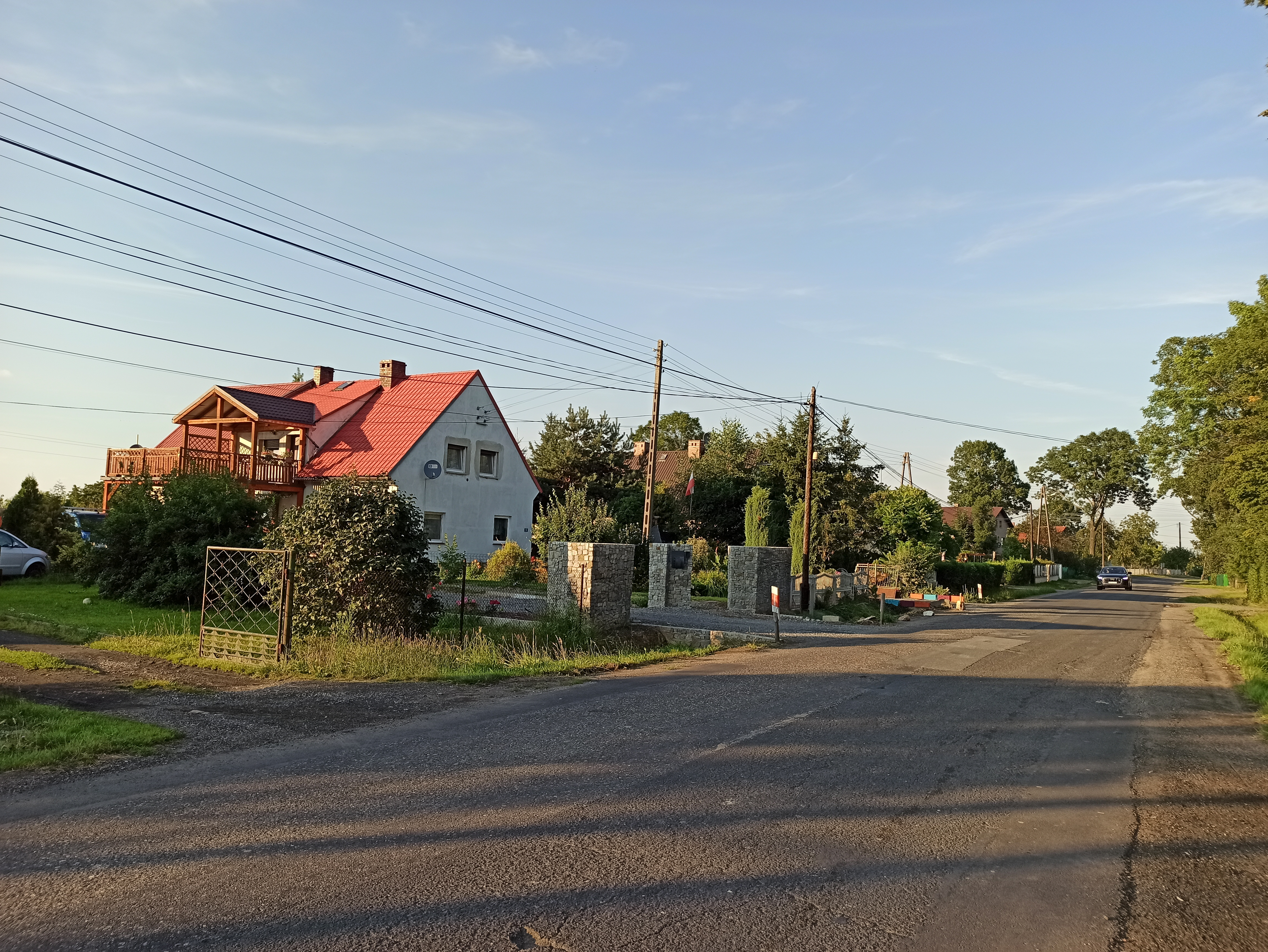